# Poland (Ohio)
Poland és una vila dels Estats Units a l'estat d'Ohio. Segons el cens del 2000 tenia 2.866 habitants.

## Demografia
Segons el cens del 2000, Poland tenia 2.866 habitants, 1.086 habitatges, i 822 famílies. La densitat de població era de 892,4 habitants per km².
Dels 1.086 habitatges en un 34,3% hi vivien nens de menys de 18 anys, en un 63,4% hi vivien parelles casades, en un 9,3% dones solteres, i en un 24,3% no eren unitats familiars. En el 22,5% dels habitatges hi vivien persones soles l'11,1% de les quals corresponia a persones de 65 anys o més que vivien soles. El nombre mitjà de persones vivint en cada habitatge era de 2,57 i el nombre mitjà de persones que vivien en cada família era de 3,01.
Per edats la població es repartia de la següent manera: un 24,6% tenia menys de 18 anys, un 5,4% entre 18 i 24, un 25,6% entre 25 i 44, un 24,8% de 45 a 60 i un 19,6% 65 anys o més.
L'edat mediana era de 42 anys. Per cada 100 dones de 18 o més anys hi havia 87,3 homes.
La renda mediana per habitatge era de 47.273 $ i la renda mediana per família de 55.486 $. Els homes tenien una renda mediana de 42.857 $ mentre que les dones 23.603 $. La renda per capita de la població era de 23.924 $. Aproximadament el 4,5% de les famílies i el 6,1% de la població estaven per davall del llindar de pobresa.

## Poblacions properes
El següent diagrama mostra les poblacions més properes.